# Serikjan Mujïqov
Serikjan Wrstemulı Mujïqov (in kazako Серікжан Урстемұлы Мұжықов?; in russo Серикжан Урстемулы Мужиков?; Taldıqorğan, 17 giugno 1989) è un calciatore kazako, centrocampista del Tobyl.

## Palmarès

### Club

#### Competizioni nazionali
- Qazаqstan Prem'er Ligasy: 7

Astana: 2014, 2015, 2016, 2017, 2018, 2019
Tobıl: 2021
- Supercoppa del Kazakistan: 3

Astana: 2015, 2018, 2019
Tobıl: 2022
- Coppa del Kazakistan: 1

Astana: 2016